# Eduard Nápravník

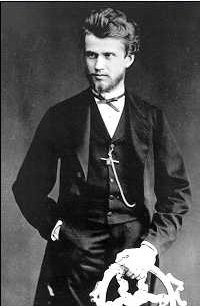
Eduard Nápravník

Eduard Francevič Nápravník (en ruso: Эдуа́рд Фра́нцевич Напра́вник, Eduard Frántsevich Naprávnik; 24 de agosto de 1839 – 23 de noviembre de 1916) fue un director y compositor checo, que se estableció en Rusia conocido por su labor en la vida musical rusa como director principal del Teatro Imperial Mariinski en San Petersburgo durante muchas décadas.  En esa labor, dirigió los estrenos de muchas óperas escritas por compositores rusos, incluyendo las de Músorgski, Chaikovski y Rimski-Kórsakov.

## Biografía
Nápravník nació en Býšť, Bohemia, en 1839. En su infancia, sus estudios musicales fueron limitados ya que era el hijo de un profesor pobre. En 1853, a la edad de 14 años, Nápravník quedó huérfano y comenzó a tocar el órgano en una iglesia local para ganar su sustento. En 1854, entró a la Escuela de Órgano de Praga, donde estudió bajo la tutela de Jan Bedřich Kittl y otros, y trabajo como profesor ayudante. La generosidad de su profesor le permitió continuar sus estudios. En 1861, le ofrecieron en Rusia el puesto de director de la orquesta privada del príncipe Yusúpov en San Petersburgo.
Nápravník se fue organista y director asistente de los teatros Imperiales en 1863, segundo director en 1867, y director jefe, como sucesor de Konstantín Liádov (padre de Anatoli Liádov), en 1869, manteniendo esta posición hasta su muerte. Eduard dirigió las primeras presentaciones de Borís Godunov en 1874, cinco óperas de Piotr Ilich Chaikovski incluyendo La Doncella de Orleans, Mazepa, y La dama de picas, y cinco de Nikolái Rimski-Kórsakov, incluyendo La noche de mayo, La doncella de nieve y La noche de Navidad. También dirigió conciertos de la Sociedad Musical rusa. En 1914, después de una carrera productiva al servicio de la ópera rusa, se vio forzado a interrumpir su trabajo por cuestiones de salud.
En noviembre de 1875, Nápravník dirigió la primera representación en Rusia del Concierto para Piano n.º 1 de Chaikovski, con Gustav Kross como solista (la interpretación de Kross fue descrita por el compositor como "una cacofonía atroz"). Nápravník es también conocido por dirigir la segunda—y altamente persuasiva—interpretación de la sinfonía Patética el 6/18 de noviembre de 1893, doce días después de la muerte del compositor.  El estreno, bajo la batuta del compositor, no fue muy bien recibida, en parte debido a la poca familiaridad de la audiencia y de la orquesta con una obra que tenía tantas novedades en materia de composición, y en parte debido a la dirección de Chaikovski. Bajo la batuta de Nápravník, y a la luz de la muerte reciente de Chaikovski, la pieza fue vista como una obra maestra con un mensaje emocional impactante. Incluía algunas correcciones menores que Chaikovski había hecho después de la premier, y era así la primera presentación de dicha obra en la forma exacta con que hoy se la conoce.
De las cuatro óperas escritas por Nápravník, la más exitosa fue Dubrovski (1894, puesta en escena en 1895) escrita sobre un libreto ruso de Modest Ilich Chaikovski basado en la homónima novela de Aleksandr Pushkin.
Murió en Petrogrado (San Petersburgo) en 1916 y fue enterrado en el Cementerio Novodévichi. En mayo de 1917, su familia se mudó al extranjero y finalmente se estableció en Bélgica.
Su esposa fue la cantante Olga Shryóder (ru: Ольга Эдуардовна Шрёдер).

## Composiciones

### Óperas
- Nizhegorodtzy (Los Nizhniy-Novgorodianos, 1867, en escena en 1868)
- Harold (1884, en escena en1885)
- Dubrovski, libretto por Modest Ilich Chaikovski (1894, en escena en 1895)
- Francesca da Rimini (basado en la obra de Stephen Phillips basada en el fragmento de la Divina comedia de Dante, 1902)]

### Orquestal y coral
- Baladas para voces y orquesta: El Voyevoda, El Cosaco, y Tamara (después de Mijaíl Lérmontov)
- Cuatro sinfonías: (1860–1879; Núm. 3 El Demonio (basado en el poema del mismo nombre de Lérmontov)
- Suite Para Orquesta
- Obertura solemne
- Marchas y bailes nacionales para orquesta
- Fantasía y suite para violín y orquesta
- Concierto para piano y orquesta (Concierto Symphonique) en La menor, Op. 27 (1877)
- Fantasía sobre temas rusos (Fantasie Russe) para piano y orquesta en Si menor, Op. 39 (1881)

### Música de cámara
- Tres cuartetos de cuerda (1873–78)
- Quinteto de cuerda (1897)
- Dos tríos de piano
- Cuarteto para piano
- Sonata para violín y piano
- Dos suites para chelo y piano
- Instrumento de cuerda y piezas de piano

### Música incidental
- Don Juan, música incidental para la obra de Alekséi Konstantínovich Tolstói (1892)

## Discografía seleccionada
- Concierto de piano en La menor, Op. 27 y Fantasie Russe en Si menor, Op. 39. Yevgeny Soifertis, piano; Orquesta Escocesa de la BBC dirigida por Alexander Titov (Hyperion CDA67511).

## Legado
- Una escuela en el pueblo de Býšť lleva el nombre de Nápravník
- Su hijo Vladímir publicó un libro sobre la vida de su padre: Eduard Frántsevich Naprávnik i egó sovreménniki, ISBN 5-7140-0412-4, 1991, en ruso.

## Citas
"El señor Nápravník es nuestro bien conocido director de orquesta ruso." (Fiódor Dostoyevski: Los hermanos Karamázov (1880), libro 2, capítulo 2).